# Macromedia
Macromedia，中文翻譯宏媒體公司，是在1992年Authorware公司（Authorware的最初開發商）與MacroMind-Paracomp公司（Macromedia Director的最初開發商）的合併中產生的，現為一家專門開發圖像處理與Web製作軟件的軟件公司，總部設在美國加州的舊金山。2001年，Macromedia購進Allaire公司，並將其Web開發軟件加入自己的產品系列。2003年，Macromedia又收購了專門開發製作幫助軟件的eHelp公司，其代表產品包括RoboHelp、RoboDemo（現為Adobe Captivate）和RoboInfo。
2005年4月18日，Macromedia被美國著名圖形軟件開發商Adobe系統公司以34億美元價格收購。這一收購極大豐富了Adobe的產品線，提高了其在多媒體和網絡出版業的能力。
2005年12月3日，隨著Adobe以34億美元宣佈完成併購，Macromedia從此併入Adobe，Macromedia旗下產品的「Macromedia」品牌名稱亦被「Adobe」取代。

## 主要產品
- Macromedia Studio
  - Macromedia Dreamweaver一個HTML編輯器，支援視覺化與程式碼的編輯
  - Macromedia Fireworks圖形編輯器
  - Macromedia Contribute簡易的視覺化HTML編輯器，提供終端使用者使用
  - Macromedia FlashPaper轉換文件為PDF或FlashPaper的軟體
  - Macromedia Flash動畫編輯軟體，增加網頁內容的豐富度
- Macromedia Breeze網路會議軟體
- Macromedia Flex網頁應用程式開發軟體
- Macromedia ColdFusion網頁伺服器軟體，服務".cfm"的檔案內容（類似於ASP、PHP）
- Macromedia Director多媒體創作軟體
- Macromedia Authorware
- Macromedia FreeHand向量圖編輯器
- Macromedia SoundEdit
- Macromedia RoboHelp
- Macromedia Captivate原本稱為Robodemo，用來錄製監視器上的畫面
- Macromedia Shockwave
- Macromedia JRun J2EE的伺服器軟體
- Macromedia Flash Media Server
- Macromedia HomeSite支援程式碼編輯的網頁編輯軟體
- Macromedia Fontographer
- Macromedia Central跨平台的Flash應用程式平台
- Macromedia FlashCast
- Macromedia Web Publishing System
- Macromedia Sitespring
- Macromedia Action!